# Montdardier
Montdardier là một xã trong vùng Occitanie. Xã Montdardier nằm ở khu vực có độ cao trung bình 259-889 mét trên mực nước biển.

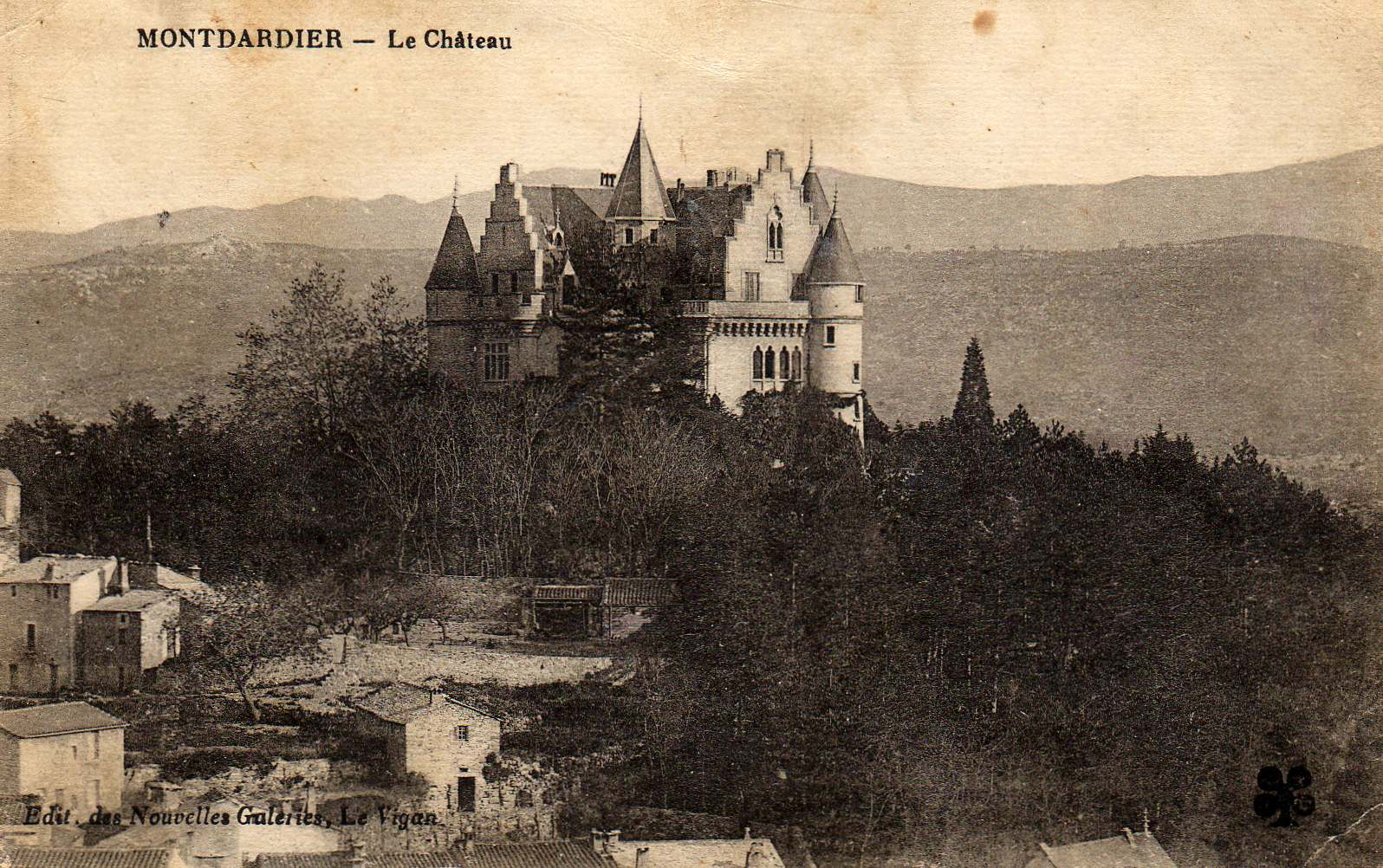
Lâu đài Montdardier